# Cottondale (Florida)
Cottondale ist eine Stadt im Jackson County im US-Bundesstaat Florida. Das U.S. Census Bureau hat bei der Volkszählung 2020 eine Einwohnerzahl von 848 ermittelt. 

## Geographie
Cottondale liegt etwa 10 km westlich von Marianna sowie etwa 120 km nordwestlich von Tallahassee.

## Geschichte
Das Eisenbahnzeitalter in Cottondale begann 1883 mit dem Bau der Bahnstrecke zwischen Pensacola und Chattahoochee durch die Pensacola and Atlantic Railroad. Eine zweite Strecke wurde 1908 von der Atlanta and St. Andrews Bay Railroad (ASAB) von Panama City über Cottondale nach Dothan (Alabama) eröffnet, was die Stadt zu einem wichtigen Eisenbahnknotenpunkt im Güterverkehr machte. Die ASAB ging 1994 in der Bay Line Railroad auf.

## Demographische Daten
Laut der Volkszählung 2010 verteilten sich die damaligen 933 Einwohner auf 426 Haushalte. Die Bevölkerungsdichte lag bei 239,2 Einw./km². 69,2 % der Bevölkerung bezeichneten sich als Weiße, 24,2 % als Afroamerikaner, 0,4 % als Indianer und 0,8 % als Asian Americans. 0,6 % gaben die Angehörigkeit zu einer anderen Ethnie und 4,7 % zu mehreren Ethnien an. 6,6 % der Bevölkerung bestand aus Hispanics oder Latinos.
Im Jahr 2010 lebten in 35,4 % aller Haushalte Kinder unter 18 Jahren sowie 30,0 % aller Haushalte Personen mit mindestens 65 Jahren. 66,5 % der Haushalte waren Familienhaushalte (bestehend aus verheirateten Paaren mit oder ohne Nachkommen bzw. einem Elternteil mit Nachkomme). Die durchschnittliche Größe eines Haushalts lag bei 2,50 Personen und die durchschnittliche Familiengröße bei 3,07 Personen.
31,8 % der Bevölkerung waren jünger als 20 Jahre, 20,2 % waren 20 bis 39 Jahre alt, 27,4 % waren 40 bis 59 Jahre alt und 20,5 % waren mindestens 60 Jahre alt. Das mittlere Alter betrug 38 Jahre. 48,2 % der Bevölkerung waren männlich und 51,8 % weiblich.
Das durchschnittliche Jahreseinkommen lag bei 19.926 $, dabei lebten 48,7 % der Bevölkerung unter der Armutsgrenze.
Im Jahr 2000 war englisch die Muttersprache von 96,32 % der Bevölkerung und spanisch sprachen 3,68 %.<re name=CEN/>

## Verkehr
Cottondale wird von den U.S. Highways 90 (SR 10) und 231 (SR 75) durchquert. Der Schienengüterverkehr durch Cottondale wird von CSX und (zwischen Dothan und Panama City) Bay Line Railroad durchgeführt. Der nächste Flughafen ist der Dothan Regional Airport (rund 60 km nördlich).